# R. Visweswaran
R. Visweswaran (1944 - 2007, India) fue un intérprete de música clásica de la India, y maestro del santur.
Visweswaran perteneció a una familia de músicos, y fue el sobrino de G.N. Balasubramaniam. Fue entrenado para tocar música clásica indostaní en el santoor por Pandit Shivkumar Sharma. Actuó en el Reino Unido, Alemania, Francia, Italia, Austria, Suiza, Malasia, Singapur, Fiji, Estados Unidos, Australia y el Medio Oriente. Fue un artista de All India Radio.